# Бекман, Антон Альберт
Антон Альберт Бекман (нидерл. Anton Albert Beekman; 5 января 1854 года ― 23 мая 1947 года) ― нидерландский географ, специалист в области географии Нидерландов и других европейских государств. Считается одним из основоположников современной географической науки.

## Биография
Антон Альберт Бекман родился 5 января 1854 года в Амстердаме в семье Альберта Гриффита Бекмана и Артье Брауэриус ван Нидек. Школьное образование получил в Амстердаме и Вагенингене, после чего поступил в Королевскую военную академию в Бреде. Принимал участие в работах по возведению укреплений и подводных объектов в польдерах нидерландском Утрехте. во время службы в армии считался специалистом в области строения гидросооружений и в области географии. В возрасте двадцати пяти лет оставил службу и устроился работать учителем математики.
Во время работы учителем математики Бекман подолгу путешествовал по Нидерландам и странам Европы в целом. результаты своих географических изысканий он опубликовал в около 250 статьях и книгах. Бекман вместе с Рулофом Шулингом, был издателем Полного школьного атласа Земли. Исследователи утверждают, что Бекман значительной частью своих работ заложил основы науки географии в её современном виде. Его работы до сих пор фигурируют в школьной программе Нидерландов.

## Публикации
- De strijd om het bestaan: geschiedenis en tegenwoordige staat van de lage gronden van Nederland, voor niet-technici (1887).
- Schoolatlas van de geheele aarde (1889; 3e dr. 1903; 8e dr. 1927).
- Plan van afsluiting en droogmaking der Zuiderzee (1890).
- Polders en droogmakerijen 1e boek: Beschrijving van het Nederlandsche polderland; 2e boek: Technische inrichting van polders (1909).
- Nederland als polderland: beschrijving van den eigenaardigen toestand der belangrijkste helft van ons land, tevens bevattende de topografie van dat gedeelte met de voornaamste bijzonderheden, toegelicht door kaarten en teekeningen (1884; 3e dr. 1932).
- Het dijk- en waterschapsrecht in Nederland voor 1795 (1905-1907).
- Geschiedkundige atlas van Nederland; de gewesten van Noord- en Zuid-Nederland in 1300 (1929).
- Deel 11 van het Middelnederlandsch Woordenboek (E. Verwijs en J. Verdam): Aanvullingen en verbeteringen op het gebied van dijk- en waterschapsrecht, bodem en water, aardrijkskunde, enz. 's-Gravenhage 1941.
- De wateren van Nederland aardrijkskundig en geschiedkundig beschreven (1948).